# IC 451
IC 451 — галактика типу Sb (компактна витягнута галактика) у сузір'ї Жираф.
Цей об'єкт міститься в оригінальній редакції індексного каталогу.